# ريتشارد هولت
ريتشارد س. هولت أو ريك هولت (بالإنجليزية: Richard C. "Ric" Holt)‏، هو بروفيسور فخري في علم الحاسوب في مدرسة ديفيد ر. تشيريتون لعلم الحاسوب لِـجامعة واترلو.
كان هولت أحد المطوِّرين الأصيلين للغات البرمجة تورنغ، غروك، إقليديس، إس بي/كيه(للبرمجة البنيويّة)، أس/أس أل. وقد قام بأبحاث حول نظريَّة الاستعصاء وَأنظمة التشغيل.
وبعد مَسيرة مُمَيَّزة في جامعة تورنتو، تَقَلَّد مَنصبًا في جامعة واترلو هو كرسيّ نورتل نيتووركس لهندسة برمجيَّات الإتِّصالات.
أيضًا، يعمل كرئيس غرافل ووتش أونتاريو منذ عام 2003.
في خريف عام 2005، سُمِّيَ برقم 16# في قائمة الحاسوبيين الكنديين من بين 30 تقنيّ معلومات في كندا للثلاثين عامًا الفائتة.

## روابط خارجيّة
- موقعه الرسميّ
- موقع جامعة واترلو الإلكترونيّ
- تنزيل مَجّانيّ للغة البرمجة تورينغ (في مامضى كانت تبيعها شركة هولت سوفت)